# Bicyclus dorothea
Bicyclus dorothea je leptir iz porodice šarenaca. Živi u Gvineji Bisau, Gvineji, Sijera Leoneu, Liberiji, Obali Bjelokosti, Gani, Togu, Nigeriji, Kamerunu, Ekvatorijalnoj Gvineji, Svetom Tomi i Principu, Srednjoafričkoj Republici, Angoli i DR Kongu. Stanište se sastoji od poremećenih područja i proplanaka u šumama.
Ličinke se hrane s travama Paspalum conjugatum, Paspalum polystachium i Axonopus compressus.